# Leucadendron album
Espèce
Leucadendron album est une espèce sud-africaine de plantes à fleurs de la famille des Proteaceae. Elle est communément dénommée .  

## Répartition et habitat
Cette plante est endémique d'Afrique du Sud et se rencontre dans les provinces du Cap-Occidental, du Cap-Oriental et du Cap-Nord. Elle vit principalement dans le biome subtropical.

## Description
Leucadendron album est un arbuste qui peut atteindre 2 à 3 m de haut et s'étaler sur une largeur équivalente. Il possède de petites feuilles étroites vert foncé d'environ 3 à 5 cm de long. La plante a un port dense et buissonnant avec une couronne de feuillage dense. Ses têtes de fleurs blanches sont décoratives.

## Dénominations
Cet arbuste est nommé communément en anglais linear-leaf conebush.

## Galerie

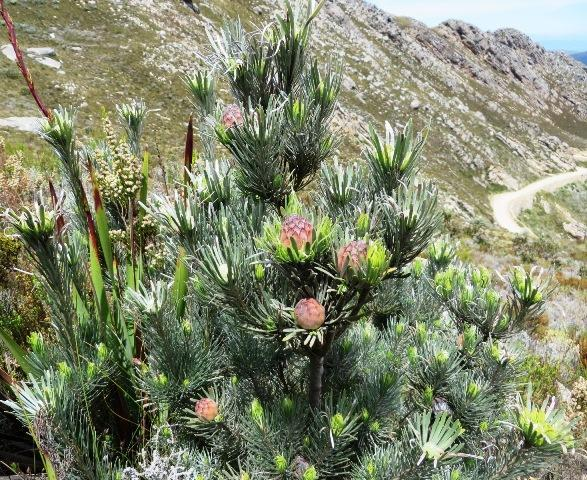
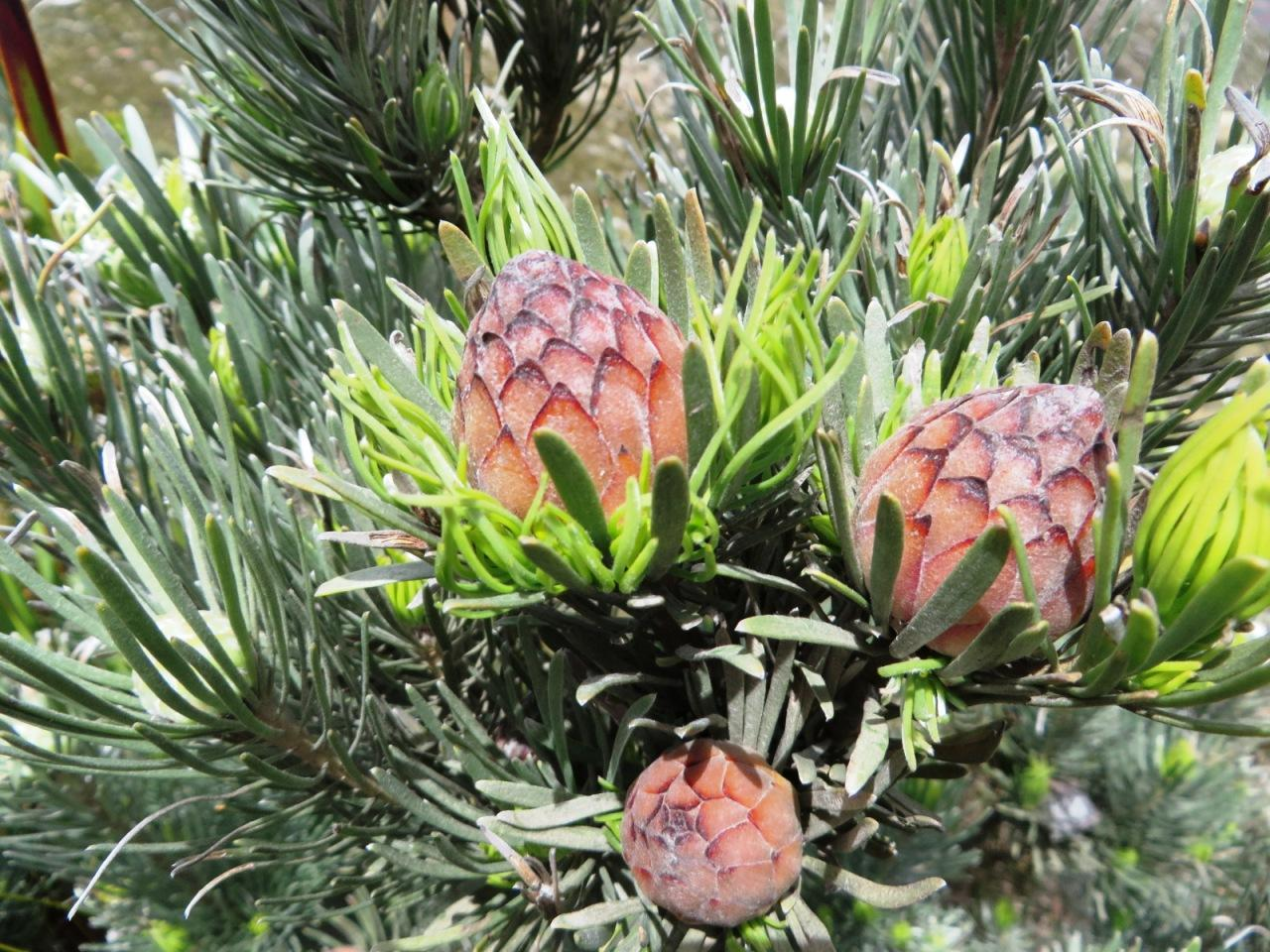
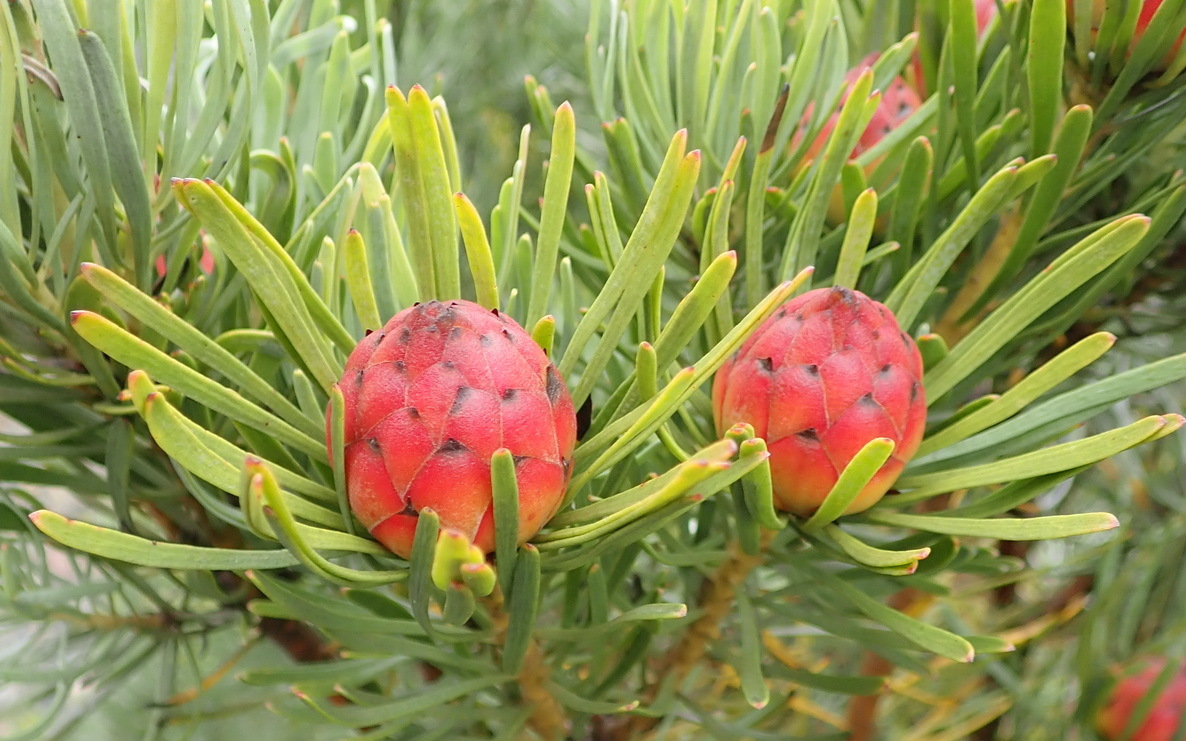
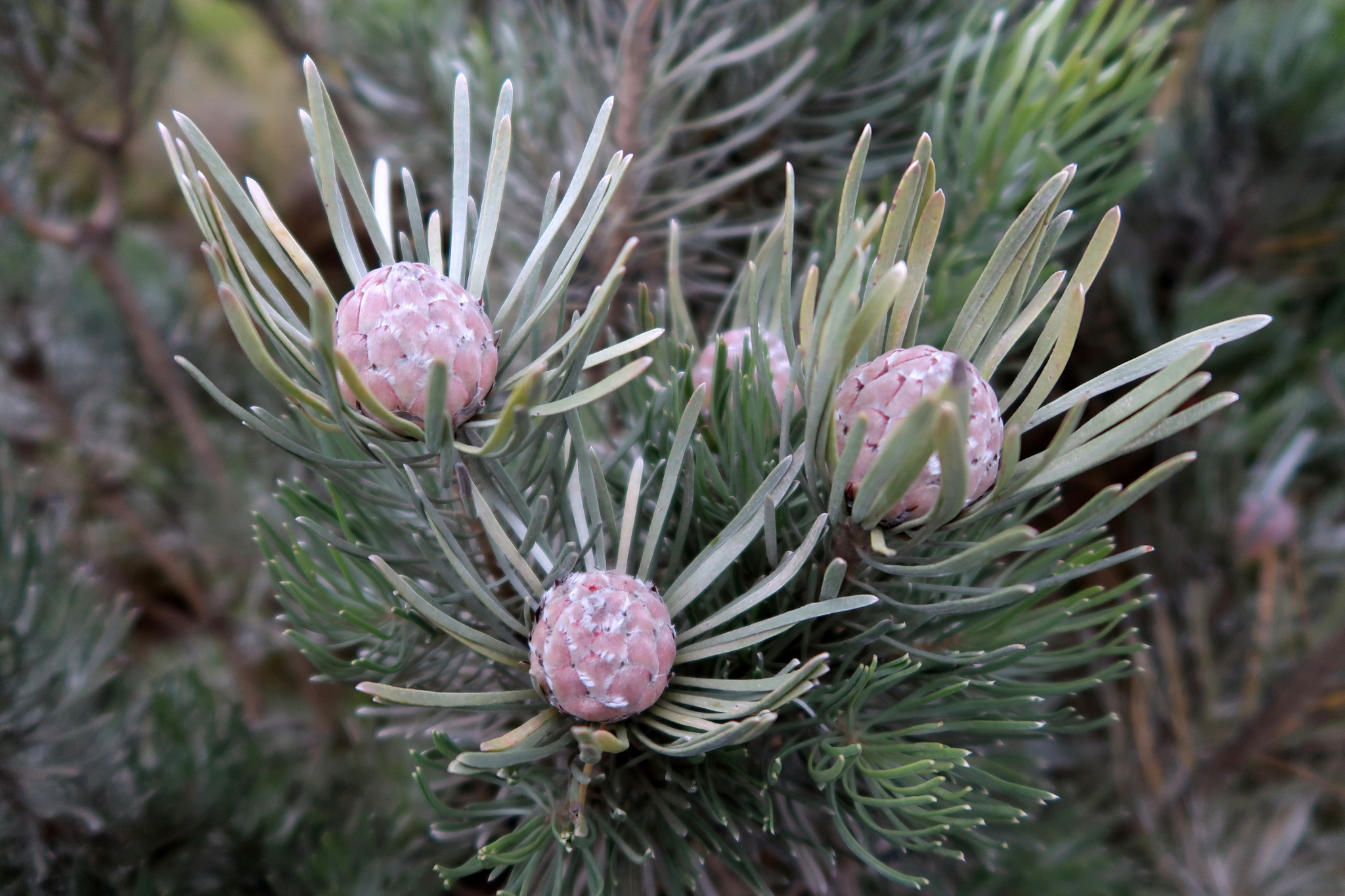

## Systématique
Le nom correct complet (avec auteur) de ce taxon est Leucadendron album (Thunb.) Fourc. (d).
L'espèce a été initialement classée dans le genre Protea sous le basionyme Protea alba Thunb..
Leucadendron album a pour synonymes :
- Leucadendron aurantiacum H.Buek
- Leucadendron aurantiacum H.Buek ex Meisn.
- Leucadendron proteoides E.Mey.
- Leucadendron proteoides E.Mey. ex Meisn.
- Protea alba Thunb.
- Protea aurantiaca (Thunb.) Kuntze

### Étymologie
Le nom de genre Leucadendron vient du grec leukos « brillant, blanc » et dendron « arbre ». Son épithète spécifique du latin albus « blanc »,